# Prunus choreiana
Prunus choreiana är en rosväxtart som beskrevs av Takenoshin Nakai och Im. Prunus choreiana ingår i släktet prunusar, och familjen rosväxter. Inga underarter finns listade i Catalogue of Life.